# Premiscogaster
Premiscogaster is een geslacht van vliesvleugeligen uit de familie Pteromalidae. De wetenschappelijke naam van dit geslacht is voor het eerst geldig gepubliceerd in 1933 door Girault.

## Soorten
Het geslacht Premiscogaster omvat de volgende soorten:
- Premiscogaster australia (Girault, 1917)
- Premiscogaster punctatifascies (Girault, 1922)